# Велман (Ајова)
Велман (енгл. Wellman) град је у америчкој савезној држави Ајова. По попису становништва из 2010. у њему је живело 1.408 становника.

## Демографија
Према попису становништва из 2010. у граду је живело 1.408 становника, што је 15 (1,1%) становника више него 2000. године.
| Група             | 2000.         | 2010.         |
| Белци             | 1.365 (98,0%) | 1.353 (96,1%) |
| Афроамериканци    | 0 (0,0%)      | 1 (0,1%)      |
| Азијати           | 1 (0,1%)      | 1 (0,1%)      |
| Хиспаноамериканци | 19 (1,4%)     | 26 (1,8%)     |
| Укупно            | 1.393         | 1.408         |